# Floriheid
 (mai 2022).
Si vous disposez d'ouvrages ou d'articles de référence ou si vous connaissez des sites web de qualité traitant du thème abordé ici, merci de compléter l'article en donnant les références utiles à sa vérifiabilité et en les liant à la section « Notes et références ».
Floriheid (flɔʁje) est un village de la commune et ville belge de Malmedy située en Région wallonne dans la province de Liège.
Avant la fusion des communes de 1977, Floriheid faisait partie de la commune de Bévercé.